# Cent ans dans les bois
Cent ans dans les bois, connu en France sous le titre La Gribouille, est le huitième roman de la femme de lettres canadienne Antonine Maillet. Il raconte la fuite des Acadiens dans les bois durant plusieurs générations.